# Sant Jaume dels Garidells
Sant Jaume és l'església parroquial dels Garidells (l'Alt Camp), consagrada a sant Jaume Apòstol. Està protegida com a bé cultural d'interès local. La parròquia té com a església sufragània la de Sant Fructuós de les Gunyoles (la Secuita, Tarragonès) i està adscrita a l'arxiprestat de l'Alt Camp de l'arquebisbat de Tarragona.
L'església parroquial de Sant Jaume és un edifici d'una sola nau amb capelles laterals, absis pla i cor als peus. La nau es cobreix amb volta de canó amb llunetes, i les capelles, amb petites voltes de canó perpendiculars a la nau central. La façana presenta una estructura simètrica, formada per tres cossos: a la part central, que es corona a dos vessants, hi ha la porta d'accés amb llinda, emmarcada en pedra, i un òcul superior. A ambdós costats hi ha cossos verticals amb finestres amb llindes tapiades. El campanar és de base quadrada i obertures d'arc de mig punt, amb coberta de pavelló.